# ニワフジ
ニワフジ（庭藤、学名：Indigofera decora）とはマメ科の植物のひとつ。

## 特徴
本州（中部、近畿）、四国、九州、中国、台湾の川原などに分布する落葉低木。花期は5-6月頃で、長さ1.5cmくらいの紅紫色の花を咲かせる。植栽されたものが多く、自生は珍しい。